# 엑토플라즘

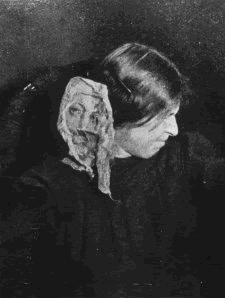
1912년 촬영된 조작된 엑토플라즘 사진.

엑토플라즘(ectoplasm)이란 프랑스의 생리학자 샤를 리셰가 "영적 에너지가 물질적 매질을 통해 구체화된 것"을 가리키는 말로서 고안한 용어이다. outside를 뜻하는 그리스어 ektos와 something formed or molded를 의미하는 plasma에서 유래하였다.

## 같이 보기
- 심령사진
- 아우라 (에너지)
- 유령
- 키를리언 사진